# داسيا دوكر
داسيا دوكر هي سيارة ميني فان صنعت من قبل رينو في مصنع في طنجة بالمغرب. بدأت صناعتها رسميا في عام 2012 في معرض سيارات الدار البيضاء وبدأ بيعها في المغرب في يونيو / حزيران 2012. كان متاحة في رومانيا منذ أيلول / سبتمبر 2012،  ويتم تسويقها في أوروبا، شمال أفريقيا، أقاليم ما وراء البحار.
يتم تصنيع نسخة الركاب،  فضلا عن كروس أوفر النسخة دوكر ستيبواي التي عرضت في عام 2012 للسيارات إسطنبول،  يضم عناصر الجسم مشابهة سانديرو ستيبواي. يتم تسويقها في بلدان رابطة الدول المستقلة والشرق الأوسط كما رينو دوكر، ولكن ليس في أجزاء أخرى من العالم لأن ذلك من شأنه تفكيك مبيعات الفرنسية من مصادر أخوية  كرينو كانغو. بشكل كبير النسخة المنقحة يتم إنتاجها في الأرجنتين رينو كانجو 3 (رينو الجديدة كانجو).

## الميزات

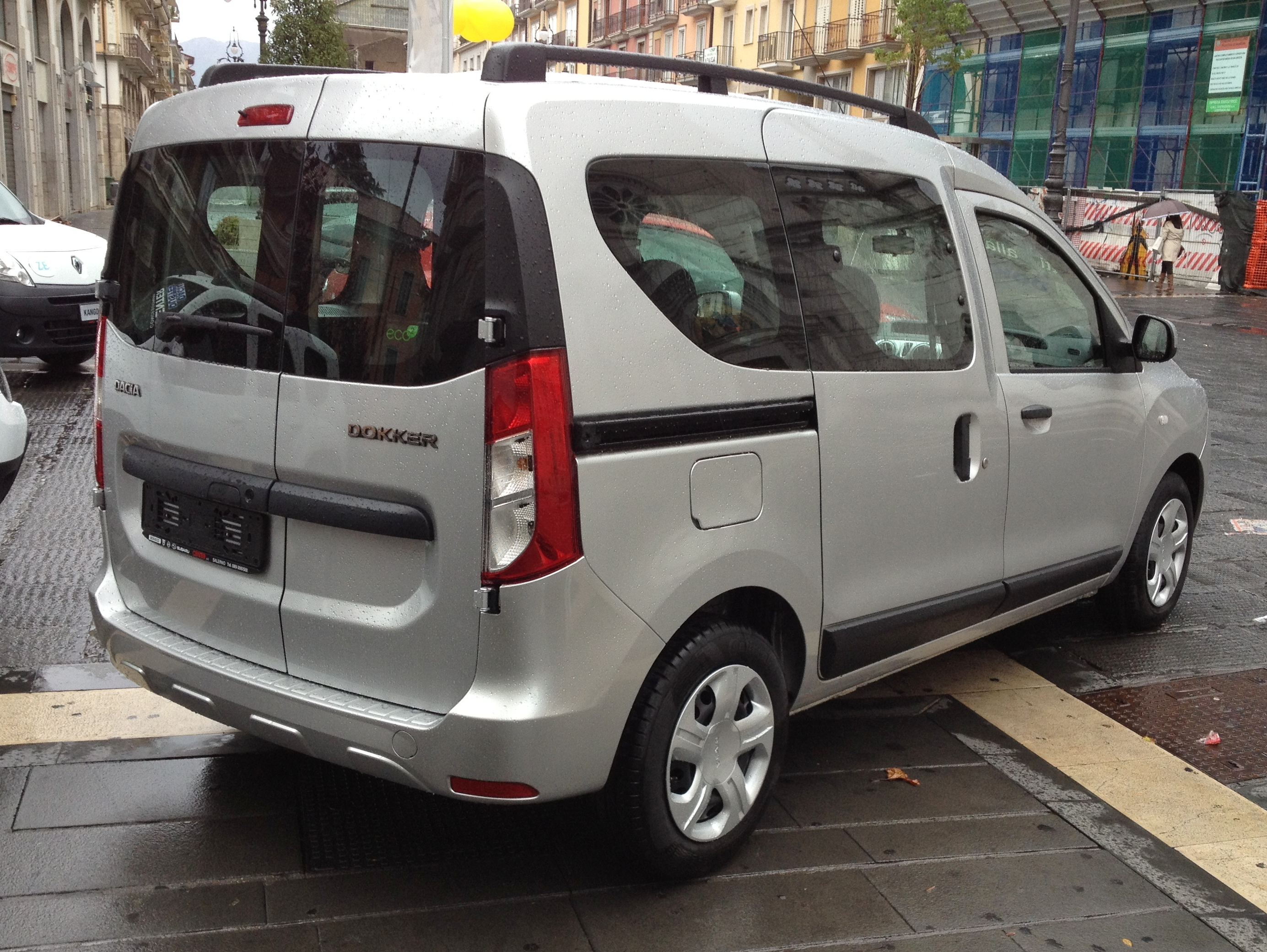
الرؤية الخلفية

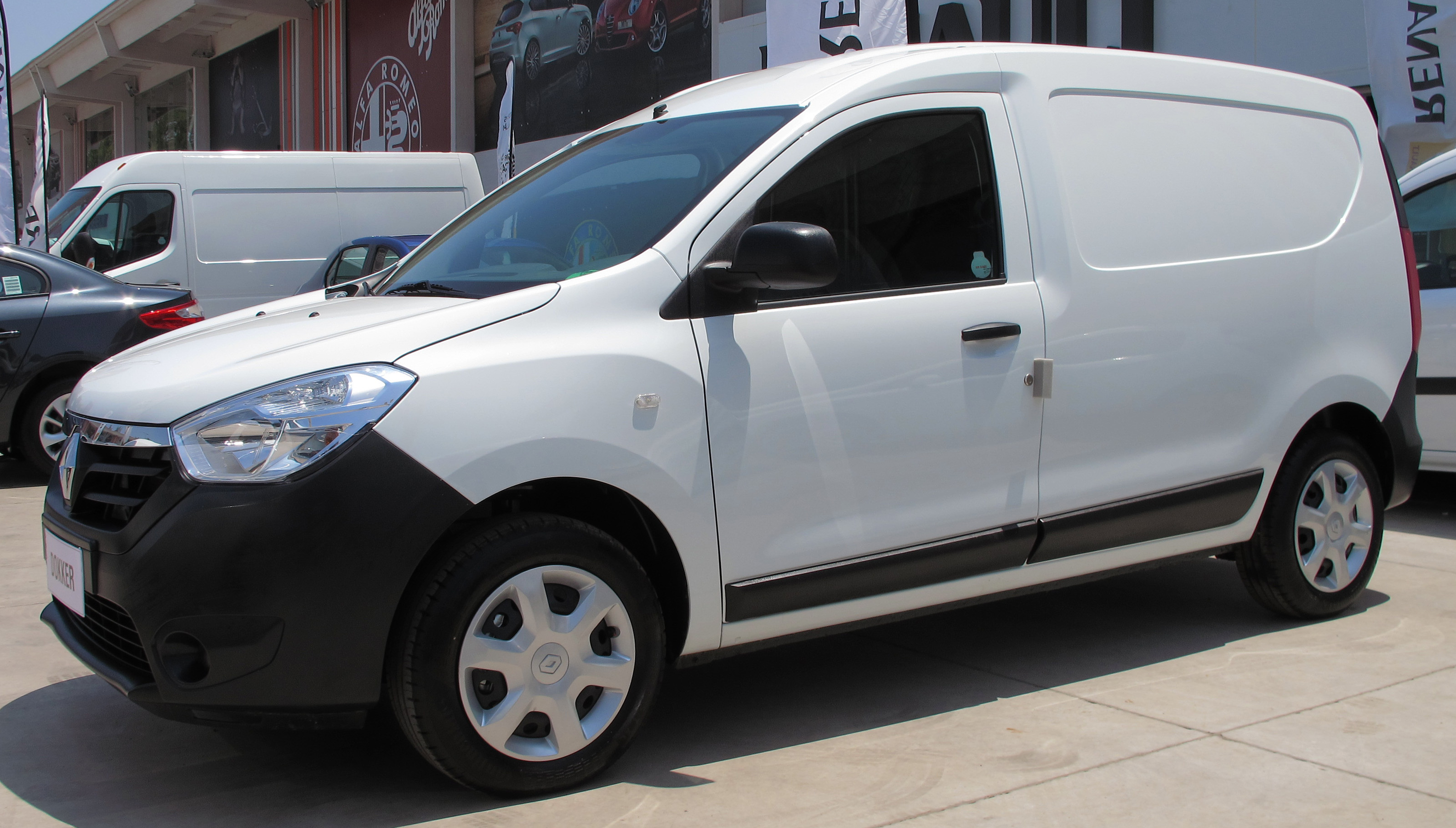
رينو دوكر فان

اسم دوكر هو لعب على الكلمات قفص الاتهام العامل، وفقا الصانع معربا عن ارتفاع القدرة الاستيعابية نموذج ووحدات الداخلية ومتانة.
نسخة الركاب توفر خمسة مقاعد ولديه سعة الأمتعة من 800 لتر (28 قدم3) ، مع الحمولة القصوى طول 1.16 متر (3.8 قدم). ويتميز بانزلاق الباب الجانبي، كخيار فإنه يمكن مع أبواب منزلقة على الجانبين. المقعد الخلفي يمكن تقسيمه ويمكن أيضا أن يميل إلى الأمام ضد المقاعد الأمامية، مما يخلق القدرة الاستيعابية 3,000 لتر (110 قدم3) وحمولة طول 1.57 متر (5.2 قدم).
ونسخة فان تحتوي على سعة الأمتعة من 3,300 لتر (120 قدم3) والحمولة القصوى طول 1.90 متر (6.2 قدم) ، وذلك بفضل قابلية طي مقعد الراكب الأمامي، ويمكنه أيضا أن يميل إلى الأمام ضد صندوق القفازات لتحرير مساحة حمولة وطول يصل إلى 2.42 متر (7.9 قدم). إذا كان المقعد الأمامي تم إزالته تماما فإنه يوفر قدرة إستيعابية 3,900 لتر (140 قدم3) والحمولة القصوى تصل إلى 3.11 متر (10.2 قدم). قدرة الحمولة هو 750 كيلوغرام (1,653 رطل). كما أن لديها انزلاق الباب الجانبي كخيار والميزات غير المتماثلة الأبواب الخلفية التي يمكن أن تفتح إلى 90 أو 180 درجة.
يمكن أن تكون مجهزة مع وسائل الإعلام ونظام ناف للملاحة (NAV)  الذي يجمع بين التنقل ووظائف الصوتيات ويضم بلوتوث حر اليدين للإتصال والمساعدة يو إس بي(USB) و جاك مآخذ. غيرها من المعدات الاختيارية التي تقدمها كروز التحكم وأجهزة الاستشعار وقوف السيارات الخلفية.

## محركات
| Code     | Capacity | Type                 | Power                                 | Torque                                      | Top speed                         | Acceleration 0–100 km/h | Combined consumption                            | CO2 emissions |
| -------- | -------- | -------------------- | ------------------------------------- | ------------------------------------------- | --------------------------------- | ----------------------- | ----------------------------------------------- | ------------- |
| H5Ft 402 | 1,198 cc | DOHC 16v Turbo       | 115 حصان (86 كـو؛ 117 PS) at 4500 rpm | 190 نيوتن لكل متر (140 قدم·رطل) at 2000 rpm | 179 كيلومتر في الساعة (111 ميل/س) | 10.6 s                  | 6.2 لتر لكل 100 كيلومتر (46 mpg‑imp؛ 38 mpg‑US) | 140 g/km      |
| K7M 812  | 1,598 cc | SOHC 8v              | 85 حصان (63 كـو؛ 86 PS) at 5000 rpm   | 134 نيوتن لكل متر (99 قدم·رطل) at 2800 rpm  | 160 كيلومتر في الساعة (99 ميل/س)  | 14.5 s                  | 7.5 لتر لكل 100 كيلومتر (38 mpg‑imp؛ 31 mpg‑US) | 175 g/km      |
| K9K 612  | 1,461 cc | SOHC 8v Turbo Diesel | 75 حصان (56 كـو؛ 76 PS) at 4000 rpm   | 180 نيوتن لكل متر (130 قدم·رطل) at 1750 rpm | 169 كيلومتر في الساعة (105 ميل/س) | 12.4 s                  | 4.5 لتر لكل 100 كيلومتر (63 mpg‑imp؛ 52 mpg‑US) | 118 g/km      |
| K9K 612  | 1,461 cc | SOHC 8v Turbo Diesel | 90 حصان (67 كـو؛ 91 PS) at 3750 rpm   | 200 نيوتن لكل متر (150 قدم·رطل) at 1750 rpm | 175 كيلومتر في الساعة (109 ميل/س) | 11.6 s                  | 4.5 لتر لكل 100 كيلومتر (63 mpg‑imp؛ 52 mpg‑US) | 118 g/km      |

## السلامة
ومن الميزات القياسية ABS مع نظام توزيع قوة الفرملة (EBD)، كخيار يمكن أن تكون مجهزة مع التحكم الإلكتروني بالثبات (ESC). التجهيزات القياسية تشمل أيضا السائق والراكب الأمامي والوسائد الهوائية، وكذلك في جانب الرأس والصدر الهوائية.

## رينو كانغو 3 (الأرجنتين)
رينو كانغو 3 سيارة تنتجها رينو في الأرجنتين وتم تطويرها من دوكر. ويوفر اثنين من المحركات: محرك 1.6 لتر pretrol وحدة 1.5 لتر ديزل. النسخة التجارية أطلقت في نيسان / أبريل 2018 ونسخة الركاب اسمها  (رينو كانغو ستيبواي) في أيار / مايو من نفس العام.